# Pseudecheneis sulcata
Pseudecheneis sulcata är en fiskart som först beskrevs av Mcclelland 1842.  Pseudecheneis sulcata ingår i släktet Pseudecheneis och familjen Sisoridae. IUCN kategoriserar arten globalt som livskraftig. Inga underarter finns listade i Catalogue of Life.